# Comune di Stevns
Il comune di Stevns è un comune danese situato nella regione della Selandia con sede amministrativa nella cittadina di Store Heddinge.

## Geografia fisica
Si trova sulla costa orientale dell'isola di Selandia (Sjælland), nella Danimarca del Sud.

## Storia
La sede amministrativa è Store Heddinge, sorto intorno al XIII secolo come proverebbe la Sct. Katharina kirke, chiesa dedicata a Santa Caterina, e nel 1441 fu riconosciuta "città mercantile".
Dal 1620 al 1739 vi ebbe sede una scuola per l'insegnamento della lingua latina.
È nota per le bianche scogliere di gesso chiamate Stevns Klint, un'attrazione che richiama un discreto flusso turistico.
Il comune è stato riformato in seguito alla riforma amministrativa del 1º gennaio 2007 accorpando il precedente comune di Vallø.

## Centri abitati
I centri abitati principali del comune sono:
- Strøby Egede (5 076)
- Store Heddinge (3 579)
- Hårlev (2 914)
- Rødvig (1 860)